# Taxiphyllum deplanatum
Taxiphyllum deplanatum là một loài Rêu trong họ Hypnaceae. Loài này được (Bruch & Schimp. ex Sull.) M. Fleisch. miêu tả khoa học đầu tiên năm 1923.